# Hangman (película)
El juego del ahorcado (Hangman) es una película estadounidense de 2017 de género policíaco y thriller dirigida por Johnny Martin, escrita por Charles Huttinger y Michael Caissie, y protagonizada por Al Pacino, Karl Urban y Brittany Snow.

## Argumento
Un detective de homicidios y un analista criminal se unen para capturar a un asesino en serie cuyos crímenes están inspirados por el juego del ahorcado.

## Reparto
- Al Pacino como el detective Archer.
- Karl Urban como el detective Ruiney.
- Brittany Snow como Christi Davies.
- Joe Anderson
- Sarah Shahi como la capitana Lisa Watson.

## Producción
La filmación comenzó el 17 de noviembre de 2016 en Atlanta (Georgia).